# 第十六届音乐风云榜年度盛典
深圳湾飓风——第十六届音乐风云榜年度盛典于2016年4月9日晚在深圳湾体育中心举行，由谢楠、大左、李川、方龄主持，主题为“青春无敌”，年度盛典代言人为华晨宇。

## 得奖名单

### 音乐类
| 奖项                     | 得奖                                      | 颁奖嘉宾                                     |
| ------------------------ | ----------------------------------------- | -------------------------------------------- |
| 年度最佳男歌手           | 韩庚                                      | 姚谦                                         |
| 年度最佳女歌手           | 周笔畅                                    | 姚谦                                         |
| 年度最佳偶像             | 华晨宇                                    | 姚谦                                         |
| 年度最受欢迎男歌手       | 魏晨                                      |                                              |
| 年度最受欢迎女歌手       | 周笔畅                                    |                                              |
| 年度最受欢迎组合         | TFBOYS                                    |                                              |
| 年度最受欢迎海外组合     | EXO                                       |                                              |
| 年度最受欢迎新人         | 张艺兴                                    |                                              |
| 年度最受欢迎专辑         | 钟汉良《乐作人生》                        |                                              |
| 年度最受欢迎歌曲         | 钟汉良《乐作人生》                        |                                              |
| 年度最受欢迎电影歌曲     | 张艺兴《一个人》（《前任2：备胎反击战》） |                                              |
| 年度最受欢迎电视剧歌曲   | 钟汉良《何以爱情》（《何以笙箫默》）      |                                              |
| 年度最受欢迎网剧歌曲     | 周笔畅《我选择喜欢你》（《蜀山战纪2》）   |                                              |
| 年度最受欢迎合作歌曲     | 王青、冯建宇《今夏》                      |                                              |
| 年度最佳民谣歌手         | 林一峰                                    | 陈珊妮                                       |
| 年度最佳摇滚歌手及乐队   | 声音玩具乐队                              | 陈珊妮                                       |
| 年度最佳新人             | 苏运莹                                    | 魏晨                                         |
| 年度最佳原创歌手         | 严爵                                      | 魏晨                                         |
| 年度最佳EP               | 魏晨《白日梦想家》                        | 张信哲                                       |
| 年度最佳专辑制作         | 陈珊妮《如同悲伤被下载了两次》            | 张信哲                                       |
| 年度最佳专辑演唱         | 华晨宇《异类》                            | 张信哲                                       |
| 年度最佳音乐录影带       | 韩庚《I Don't Give A 屑》                 |                                              |
| 年度最佳组合及乐队       | 好妹妹乐队                                | 李伟菘                                       |
| 原创新势力               | 陈粒、戴荃                                | 李伟菘                                       |
| 年度最佳海外组合及乐队   | EXO                                       | 刘同                                         |
| 媒体推荐新偶像           | 黄景瑜                                    | 刘同                                         |
| 偶像新势力               | 孔垂楠                                    | 金大川                                       |
| 媒体推荐组合             | SNH48                                     | 金大川                                       |
| 韩流偶像大奖             | 安七炫                                    | NCT U（钱锟、李泰容）、SNH48（赵嘉敏、莫寒） |
| 年度最佳全能艺人         | 韩庚                                      |                                              |
| 年度最佳海外艺人         | 朴宝剑                                    | 钟汉良                                       |
| 亚洲最佳制作人           | 李秀满                                    | 王长田                                       |
| 最具青春影响力音乐人大奖 | 张信哲                                    | 王长田                                       |

### 其他类
- 最受欢迎电视剧偶像：吴磊

- 最受欢迎电影偶像：罗志祥
- 最受欢迎偶像：易烊千玺
- 最受欢迎新偶像：易烊千玺
- 最受欢迎网剧偶像：许魏洲
- 最受欢迎海外偶像：朴灿烈
- 最受欢迎海外搭档：Aom、Mike
- 最受欢迎综艺搭档：何炅、王嘉尔
- 最受欢迎网络搭档：蔡照、陈秋实
- 最受欢迎综艺节目偶像：易烊千玺
- 偶扑·最活跃粉丝团：钟汉良粉丝团

## 表演环节
- SNH48《盛夏好声音》
- 陈粒《走马》、戴荃《悟空》
- 许魏洲《尘埃》
- NCT U《Without You》《The 7th Sense》
- 严爵《something》
- 苏运莹《野子》《冥明》
- 安七炫
- 朴宝剑、华晨宇《惠化洞》
- 好妹妹乐队《不说再见》、白敬亭、李宏毅、赵文龙、丁冠森《青茫》
- 魏晨《白日梦想家》
- 华晨宇《蜉蝣》《我管你》
- EXO《CALL ME BABY》《LOVE ME RIGHT》
- 张信哲《苍苍》